# 朝顔 (アルバム)
『朝顔』（あさがお）は、日本のロックバンド・レミオロメンが2003年11月19日にSPEEDSTAR RECORDS/浮雲レーベルから発売した1枚目のオリジナルアルバムである。

## 内容
前作『フェスタ』から約8ヶ月ぶり、メジャーデビューから3ヶ月を経て発売された初のオリジナルアルバム。
収録曲の内、今作の表題曲と「追いかけっこ」以外は前作『フェスタ』からの再録で構成されている。
オリコンチャート初登場17位を獲得。シングル・アルバム通じて初のトップ20入りを果たした。
初回盤は紙ジャケット仕様。当初はコピーコントロールCD規格となっており、2007年12月19日に通常のCD-DA規格で再発売され、OORONG RECORDS移籍後の2009年7月15日にも『ether [エーテル]』『HORIZON』と共に再発売された。

## 収録曲
| 全作詞・作曲: 藤巻亮太、全編曲: レミオロメン。 |                        |          |            |      |
| #                                              | タイトル               | 作詞     | 作曲・編曲 | 時間 |
| 1.                                             | 「まめ電球」           | 藤巻亮太 | 藤巻亮太   | 4:03 |
| 2.                                             | 「雨上がり」           | 藤巻亮太 | 藤巻亮太   | 4:41 |
| 3.                                             | 「日めくりカレンダー」 | 藤巻亮太 | 藤巻亮太   | 3:10 |
| 4.                                             | 「ビールとプリン」     | 藤巻亮太 | 藤巻亮太   | 4:17 |
| 5.                                             | 「朝顔」               | 藤巻亮太 | 藤巻亮太   | 3:25 |
| 6.                                             | 「昭和」               | 藤巻亮太 | 藤巻亮太   | 3:19 |
| 7.                                             | 「すきま風」           | 藤巻亮太 | 藤巻亮太   | 3:15 |
| 8.                                             | 「フェスタ」           | 藤巻亮太 | 藤巻亮太   | 4:32 |
| 9.                                             | 「電話」               | 藤巻亮太 | 藤巻亮太   | 5:32 |
| 10.                                            | 「タクシードライバー」 | 藤巻亮太 | 藤巻亮太   | 4:35 |
| 11.                                            | 「追いかけっこ」       | 藤巻亮太 | 藤巻亮太   | 4:32 |
| 合計時間:                                      | 合計時間:              | 45:21    |            |      |

### 解説
1. まめ電球
1stミニアルバムの収録曲。
2. 雨上がり
インディーズ1stシングルの表題曲。
3. 日めくりカレンダー
1stミニアルバムの収録曲。
4. ビールとプリン
1stミニアルバムの収録曲。後に1stベストアルバム『レミオベスト』にも収録された。
5. 朝顔
今作の表題曲。
6. 昭和
インディーズ1stシングルのカップリング曲。
7. すきま風
1stミニアルバムの収録曲。
8. フェスタ
1stミニアルバムの収録曲。
9. 電話
メジャー1stシングルの表題曲。
10. タクシードライバー
メジャー1stシングルのカップリング曲。
11. 追いかけっこ
この楽曲で初めてキーボードが取り入れられた。

## 参加ミュージシャン
レミオロメン
- 藤巻亮太
- 神宮司治
- 前田啓介

サポートミュージシャン
- 小林武史：Keyboards (#11)
- 吉田誠：Computer Manipulated